# Consiglio per il governo in carica di Tokelau
Il Consiglio per il governo in carica di Tokelau (in inglese: Council for the Ongoing Government of Tokelau) è l'organo che detiene il potere esecutivo nella dipendenza neozelandese di Tokelau quando non è in corso una sessione del General Fono, il parlamento, che si riunisce di norma tre volte l'anno per tre- quattro giorni.
Il consiglio viene eletto ogni tre anni, ed è composto da sei membri, tutti membri del General Fono: i Faipule (capivillaggio) e i Pulenuku (sindaci) di ciascuno dei tre atolli che compongono la dipendenza. L'ufficio di capo del governo (Ulu-o-Tokelau) viene ricoperto a rotazione annuale dai tre Faipule.
Il consiglio è stato creato nel 2003; in precedenza, tra il 1993 e il 2003, il governo era composto dai soli tre Faipule, che componevano il Consiglio dei Faipule.
Il consiglio ha la propria sede fuori dal territorio di Tokelau: si trova infatti ad Apia, nelle Samoa.